# Cala dels Tamarius
La cala dels Tamarius és una caleta de roques i pedres grosses -massa grosses per esser considerades còdols- situada al terme municipal de Tossa de Mar, al sud de la zona coneguda com a Es Cards.

## Nomenclatura
Referida d'aquesta manera per algunes persones que coneixen la zona, la veritat és que la cala també apareix ressenyada en alguns mapes amb un altre terme; el de "Allà on raja l'aigua" o el de "Cala d'On-Raja-l'Aigua", citacions que denoten que la caleta té o pot tenir aigua dolça de tant en tant, nogensmenys es troba als peus d'un petit torrent que neix uns pocs centenars de metres més amunt. Es tracta d'una caleta de poca consideració, a diferència d'altres de gran anomenada entre la gent de la vila o dels turistes, que no la solen visitar per terra degut les dificultats que presenta acostars-hi, tant per terra -degut a la vegetació- com per mar degut als esculls i l'onatge, el qual sovint hi penetra amb facilitat des del quadrant sud.
Conté una rica vegetació, tant als marges -poblats sobretot per pins blancs amb diferents arbusts i matolls típicament mediterranis- com l'àrea més propera a l'aigua i la que recobreix el torrent, aquesta última amb una gran densitat.
Possiblement la primera denominació de "cala dels tamarius" li deuvia venir perquè potser en altre temps deurien haver-hi tamarius poblant l'indret, concretament potser al punt de la desembocadura de les aigües i al mig del torrent. Actualment no s'hi veu cap exemplar, però a la banda sud-oest de la caleta hi ha tot un poblament de canyes (Arundo donax) que com és sabut són plantes al·lòctones que sovint ocupen els mateixos indrets que els tamarius i tendeixen a substituir-los allà on poden. Adhuc, més endins del torrent que desemboca a la cala, a part de canyes també s'hi troben unes altres plantes exòtiques d'origen subtropical naturalitzades en molts indrets, les enfiladisses del gènere Ipomoea, les quals, des de la seva arribada possiblement també hagin contribuït a la desaparició dels hipotètics tamarius que la poblaven.

## Situació
Pel que fa a cales veïnes; al Sud-oest de la Cala dels Tamarius hi ha la Caleta d'en Jeroni, molt petita i tancada, tant que gairebé ve a esser com una piscina natural d'aigua salada. Per l'altra banda, al Nord-est Est, s'hi troba un altre entrant de mar, conegut com "Es Sot d'en Cona", una cala de còdols ben formats i aquí si, s'hi troben de fet uns quants tamarius silvestres; uns 7 aproximadament, nogensmenys petits quant a mida i amenaçats per un canyissar que hi viu al seu costat. Els tamarius del Sot d'en Cona, conjuntament amb els de la desembocadora del torrent de Vallpresona són els únics que es troben actualment a les costes de Tossa en estat salvatge (en altres cales s'han extingit) i sembla que la seva supervivència és deguda al fet que han aconseguit arrelar entre els mateixos còdols de la cala, allà on l'efecte més directe de l'aigua del mar dificulta segurament l'existència de les canyes en major grau que la dels tamarius. Per sort encara no s'hi ha edificat cap construcció als voltants d'aquest indret pero cal una vigilància per vetllar al màxim per la seva conservació futura.

## Amenaces
Les principals amenaces, a llarg termini, podrien ser la construcció d'un port esportiu, la urbanització de l'indret, la instal·lació d'una àrea de càmping o (en menor grau) l'obertura de camins amples que permetrien l'arribada d'un tipus de turisme més massiu, el qual apreciaria les facilitacions portades a terme, però possiblement no seria massa respectuós amb els elements del medi natural. Actualment el marc legislatiu del PEIN impedeix que accions d'aquest caire es portin a terme però cal vetllar perquè accions més petites (però que poden vulnerar l'hàbitat i el paisatge -com ja succeeix-) però amb gran impacte, potencialment negatiu sobre la vegetació i el paisatge, no es produeixin.